# Odak Ocolo
Odak Dak Nyikang
Odak Ocolo (ou Odak, fils de Dak, fils de Nyikang) est le cinquième souverain de la dynastie royale du peuple Shilluk, une ethnie africaine du Soudan du Sud. La lignée fut fondée par son grand-père, le héros culturel Nyikang. Odak Ocolo règna entre 1600 et 1635 (dates approximatives).

## Règne
Avec le règne du roi Odak Ocolo, les temps semi-légendaires marqués par les règnes des premiers rois Shilluk prennent fin. Avec lui, débute le temps historique, ce roi étant considéré comme entièrement humain. Avant lui, les rois ne meurent pas réellement mais disparaissent mystérieusement dans les eaux tels Nyikang son grand-père, Cal son oncle, Dak son père et Nyidoro son frère. La personnalité du roi Odak Ocolo est toutefois entourée d'une aura de sainteté du fait de ses liens familiaux prestigieux.
Odak Ocolo est assez peu attesté dans la tradition orale Shilluk et lorsqu'il est mentionné, son aspect physique est présenté sous un jour assez peu flatteur. Il est décrit comme un être petit et obèse avec un très mauvais caractère. Odak vécu et résida dans le village de Detang située sur une île plantée de palmiers localisée en face de la ville de Malakal.

## Mort
Faute de sources écrites, les années de son règne sont situées très approximativement, entre les années 1600 et 1635. Il aurait été assassiné et depuis lors la coutume veut que chaque souverain Shilluk soit mis à mort par des princes issus du Kwa reth, le clan royal fondé par Nyikang. Après le meurtre du roi Odak, le dieu Jwok punit les Shilluk en envoyant une épidémie qui décima la population, les dépouilles restèrent sans enterrement, personne n'osant les toucher.